# أبو الهول (فلم)
أبو الهول (بالإنجليزية: Sphinx (film)) هو فيلم مغامرة تم إنتاجه في الولايات المتحدة وصدر في سنة 1981.

## طاقم التمثيل
- فرانك لانجيلا

## الميزانية والإيرادات
بلغت تكلفة إنتاج الفيلم حوالي 14 مليون دولار بينما حقق أرباحا تقدر بـ 2,022,771 دولار.

## وصلات خارجية
- أبو الهول على موقع IMDb (الإنجليزية)
- أبو الهول على موقع روتن توميتوز (الإنجليزية)
- أبو الهول على موقع قاعدة بيانات الأفلام العربية
- أبو الهول على موقع ألو سيني (الفرنسية)
- أبو الهول على موقع Turner Classic Movies (الإنجليزية)
- أبو الهول على موقع أول موفي (الإنجليزية)
- أبو الهول على موقع بوكس أوفيس موجو (الإنجليزية)
- أبو الهول على موقع فيلمافينيتي (الإسبانية)
- أبو الهول على موقع قاعدة بيانات الأفلام السويدية (السويدية)
- أبو الهول على موقع قاعدة بيانات الفيلم (الإنجليزية)

1. ↑  "Review: Sphinx". فارايتي (مجلة). 31 ديسمبر 1980. مؤرشف من الأصل في 2018-07-13. اطلع عليه بتاريخ 2017-02-22.
2. ↑  Canby، Vincent (11 فبراير 1981). "SCHAFFNER'S SPHINX". نيويورك تايمز. مؤرشف من الأصل في 2018-10-24. اطلع عليه بتاريخ 2017-02-22.
3. ↑  "Sphinx". تايم آوت (مجلة). مؤرشف من الأصل في 2018-02-18. اطلع عليه بتاريخ 2017-02-22.